# وون شین-هی
وون شین-هی (انگلیسی: Won Shin-hee؛ زادهٔ ۳ مهٔ ۱۹۴۶) وزنه‌بردار اهل کره جنوبی بود.
وی در مسابقات کشوری و بین‌المللی در مجموع برندهٔ ۱ مدال طلا، ۱ مدال نقره، ۱ مدال برنز شده‌است.